# Hrabstwo Kennebec
Hrabstwo Kennebec (Kennebec County) – hrabstwo w południowo-zachodniej części amerykańskiego stanu Maine. W czasie spisu powszechnego z 2000 roku liczyło 117 114 mieszkańców. Zajmuje powierzchnię 2463 km². Ośrodkiem administracyjnym i największym miastem hrabstwa jest Augusta, będąca jednocześnie stolicą całego stanu. Hrabstwo powstało w 1799 roku.

## Miasta
- Albion
- Augusta
- Belgrade
- Benton
- Chelsea
- China
- Clinton
- Farmingdale
- Fayette
- Gardiner
- Hallowell
- Litchfield
- Manchester
- Monmouth
- Mount Vernon
- Oakland
- Pittston
- Randolph
- Readfield
- Rome
- Sidney
- Vassalboro
- Vienna
- Waterville
- Wayne
- West Gardiner
- Windsor
- Winslow
- Winthrop

## CDP
- Clinton
- Farmingdale
- Oakland
- Winthrop